# Моргантаун (Индијана)
Моргантаун (енгл. Morgantown) град је у америчкој савезној држави Индијана.

## Демографија
По попису из 2010. године број становника је 986, што је 22 (2,3%) становника више него 2000. године.
| Група             | 2000.       | 2010.       |
| Белци             | 950 (98,5%) | 971 (98,5%) |
| Афроамериканци    | 3 (0,3%)    | 1 (0,1%)    |
| Азијати           | 0 (0,0%)    | 2 (0,2%)    |
| Хиспаноамериканци | 6 (0,6%)    | 4 (0,4%)    |
| Укупно            | 964         | 986         |